# Simonetta da Collevecchio
Simonetta da Collevecchio var mor till hertig Alessandro de' Medici av Florens. 
Simonetta kom från byn Collevecchio och blev tjänare åt Alfonsina Orsini i Florens. Hennes sons mörka hud fick honom att kallas "moren", och det har därför spekulerats att Simonetta var mulatt eller afrikan, ibland en slav. Det finns dock inget som bekräftar att hon var av afrikansk påbrå, eller något annat än en fri anställd tjänsteflicka. 
År 1510 blev hon mor till Alessandro de' Medici. Faderskapet till Alessandro de' Medici angavs officiellt vara Lorenzo II de' Medici, men tros i stället vara Clemens VII. 
Hon gifte sig med en arbetare i tjänst hos familjen Medici. År 1529 sände hon ett brev till sin son där hon avslöjade att han hade två halvsyskon. Hennes son blev hertig av Florens 1531. De sista uppgifterna om Simonetta är från 1534.  